# Refrain
A Refrain (magyarul: Refrén) című dal volt az 1956-os Eurovíziós Dalfesztivál győztes dala, melyet a svájci Lys Assia adott elő francia nyelven.
A dal az április 28-án tartott svájci nemzeti döntőn nyerte el az indulás jogát.
A dal a francia sanzonok stílusában íródott, melyben az énekes nosztalgiával emlékszik vissza húszas éveire.
Bár ez volt a legelső dalfesztivál, mégsem ez volt az első svájci dal. Ennek a látszólagos ellentmondásnak az az oka, hogy 1956-ban mindegyik ország két dallal vett részt. A verseny történetében ez az egyetlen alkalom erre. A verseny másik svájci dalát szintén Lys Assia adta elő.
A május 24-én rendezett döntőben a fellépési sorrendben kilencedikként adták elő, a Hollandiát képviselő Corry Brokken Voorgoed voorbij című dala után, és a Belgiumot képviselő Mony Marc Le plus beau jour de ma vie című dala előtt.
Az 1956-os verseny volt az egyetlen, ahol nem tartottak nyílt szavazást, hanem a szavazatok összesítése utána a zsűri elnöke bejelentette, hogy ez a dal végzett az első helyen. A részletes eredmények sose kerültek nyilvánosságra. Így az első dalfesztivált a házigazda Svájc nyerte meg.
A következő svájci induló is Assia volt, L’enfant que j’étais című dalával az 1957-es Eurovíziós Dalfesztiválon. 
A következő győztes a holland Corry Brokken Net als toen című dala volt.

## Külső hivatkozások
- Dalszöveg
- YouTube videó: A Refrain című dal előadása az eredményhirdetés után